# The Lathe of Heaven (film)
The Lathe of Heaven est une adaptation cinématographique, sortie en 1980, du roman de science-fiction de 1971 L'Autre Côté du rêve de l'écrivaine américaine Ursula K. Le Guin. Il a été produit en 1979 dans le cadre du projet Experimental TV Lab de la chaîne de télévision publique de New York WNET et réalisé par David Loxton et Fred Barzyk. Le Guin, selon ses propres déclarations, a participé au casting, à la planification du scénario, à la réécriture et au tournage de la production.
Le film met en vedette l'acteur Bruce Davison dans le rôle du protagoniste George Orr, Kevin Conway dans le rôle du Dr William Haber et Margaret Avery dans le rôle de l'avocate Heather LeLache.